# Chris Day
Christopher Nicholas Day (Walthamstow, Inglaterra, 28 de julio de 1975) es un futbolista inglés. Juega de portero y su actual equipo es el Stevenage FC de Inglaterra. donde también ejerce de entrenador adjunto.

## Selección nacional
Ha sido internacional con la Selección de fútbol de Inglaterra Sub-21 y Sub-18.

## Clubes
| Club                      | País       | Año       | Partidos |
| ------------------------- | ---------- | --------- | -------- |
| Tottenham Hotspurs        | Inglaterra | 1995-1996 | 1        |
| Crystal Palace FC         | Inglaterra | 1996-1997 | 24       |
| Watford FC                | Inglaterra | 1997-2000 | 11       |
| Lincoln City              | Inglaterra | 2000-2001 | 14       |
| Queens Park Rangers FC    | Inglaterra | 2001-2002 |          |
| Aylesbury United(cedido)  | Inglaterra | 2002      | 7        |
| Queens Park Rangers FC    | Inglaterra | 2003-2005 | 87       |
| Preston North End(cedido) | Inglaterra | 2005      | 6        |
| Queens Park Rangers FC    | Inglaterra | 2005      |          |
| Oldham Athletic           | Inglaterra | 2005-2006 | 30       |
| Millwall FC               | Inglaterra | 2006-2008 | 10       |
| Stevenage FC              | Inglaterra | 2008-     |          |

## Palmarés

### Campeonatos nacionales
| Título              | Club         | País       | Año  |
| ------------------- | ------------ | ---------- | ---- |
| Conference National | Stevenage FC | Inglaterra | 2009 |